# 费利切水道喷泉

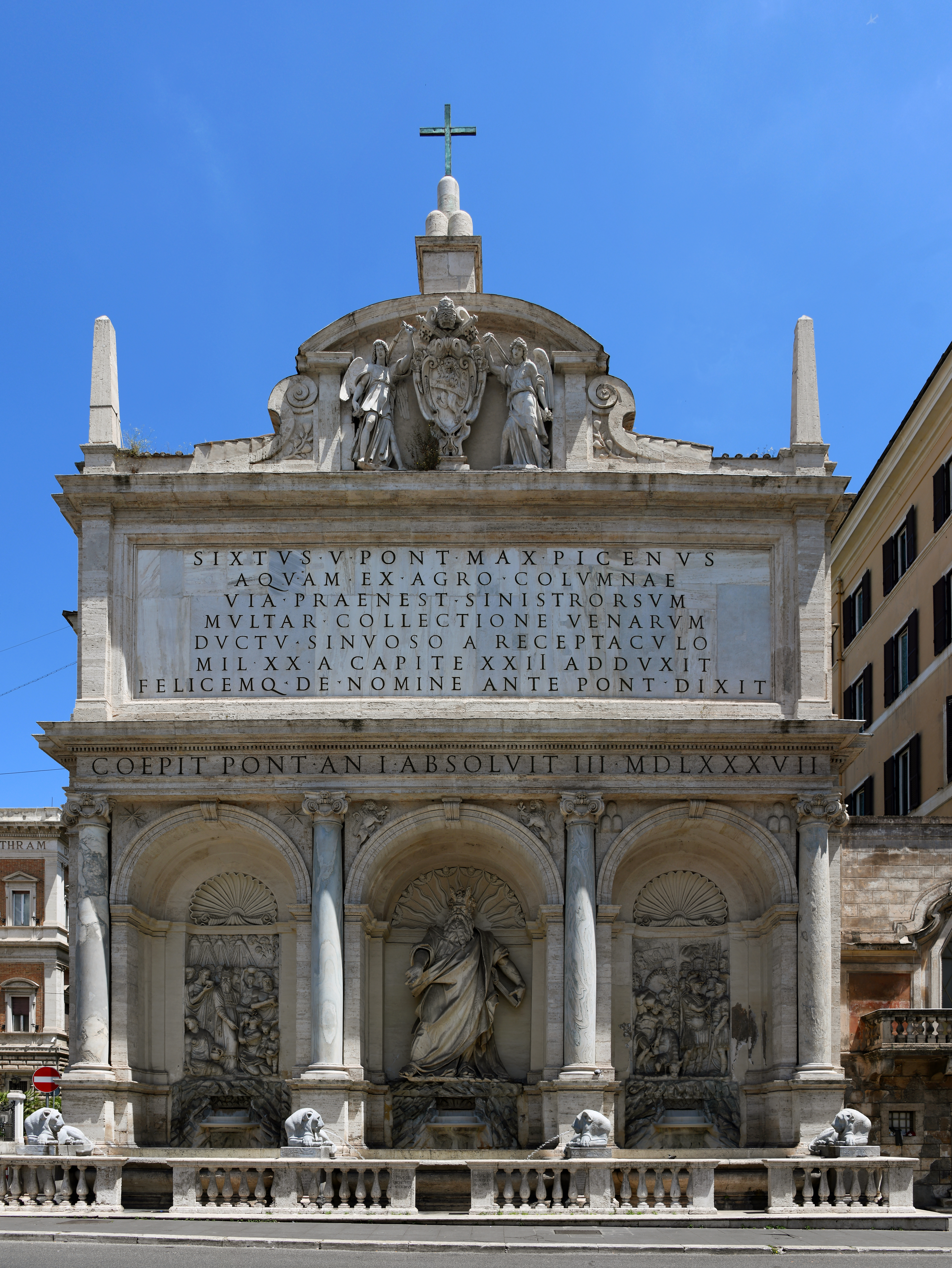
费利切之水喷泉

费利切水道喷泉（Fontana dell'Acqua Felice）又名摩西喷泉，是位于意大利罗马奎里纳莱区的一座巨大的喷泉。它标志思道五世修复的费利切水道高架渠费利切水道高架渠的终点。它由多梅尼科·丰塔纳设计，建于1585年至1588年

## 历史
1585年思道五世即位之初，只有一条古罗马高架渠处女水道（Aqua Vergine）还在向罗马供应清洁的饮水，其终点特雷维喷泉是罗马唯一的喷泉。思道五世着手修复其他的高架渠，其中就包括以他本人命名的费利切水道。在其终点修建了古罗马以后第一座新建的大喷泉。 
喷泉采取了古罗马凯旋门的形式，三个拱门雕刻了旧约主题的人像：中央是摩西的巨大雕像，左侧是亚伦，右侧是约书亚。摩西的塑像在当时因体型巨大，与其他塑像不成比例而受到批评。

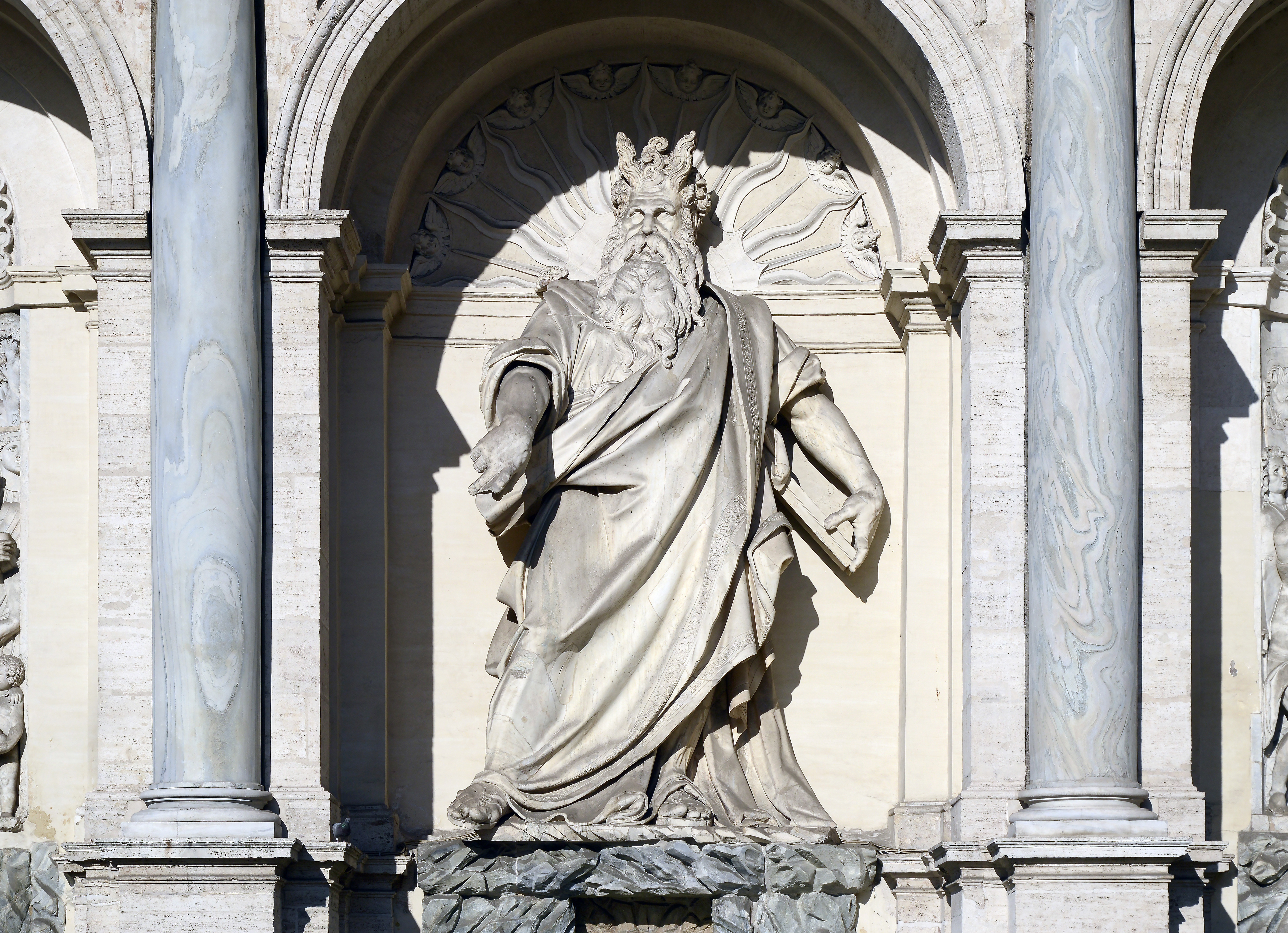